# Bamunan
Bamunan é um filme do Mali  de 1990 dirigido por Falaba Issa Traoré.

## Sinopse
Cenas da vida quotidiana numa aldeia rural do Mali: colheitas, coscuvilhice, brincadeiras de crianças, um casamento, um roubo, intervenção atabalhoada da guarda civil. A personagem que une estes fragmentos é um leproso desprezado pela aldeia, que consegue ser curado na capital e voltar feliz para o meio dos seus.

## Festivais
- Prémio Melhor Actriz (Mariatou Kouyaté) e Melhor Interpretação Literária do FESPACO - Festival Panafricano de Ouagadougou, Burkina Faso (1991)